# Frans De Mulder
Frans De Mulder (* 14. Dezember 1937 in Kruishoutem, Belgien; † 5. März 2001 in Deinze, Belgien) war ein belgischer Radrennfahrer.

## Karriere
1958 gewann er die nationale Meisterschaft im Straßenrennen der Unabhängigen. Danach wurde er Berufsfahrer. Die Profikarriere von Frans De Mulder dauerte von 1958 bis 1963 und er errang insgesamt 14 Siege. Sein erfolgreichstes Jahr war 1960, als er die Spanienrundfahrt gewann und dabei vier Etappensiege feiern konnte.

## Wichtigste Siege
- 1960 Belgischer Straßenmeister
- 1960 Gewinner der Spanienrundfahrt inklusive vierer Etappen (4., 7., 16. und 17.)
- 1961 Gewinner von Kampioenschap van Vlaanderen
- 1963 Gewinner von Nokere Koerse

| Personendaten    | Personendaten            |
| ---------------- | ------------------------ |
| NAME             | De Mulder, Frans         |
| KURZBESCHREIBUNG | belgischer Radrennfahrer |
| GEBURTSDATUM     | 14. Dezember 1937        |
| GEBURTSORT       | Kruishoutem, Belgien     |
| STERBEDATUM      | 5. März 2001             |
| STERBEORT        | Deinze                   |